# Сендай (крейсер)
Сендай (Sendai, яп. 川内) — легкий крейсер Імперського флоту Японії, який взяв участь у Другій світовій війні.
Корабель, який належав до крейсерів типу «Сендай», спорудили у 1924 році на верфі компанії Mitsubishi у Нагасакі.
14 серпня 1937-го на тлі початку Другої японо-китайської війни Сендай перебував у Шанхаї. У цей день тут почались бої і японські кораблі спробувала атакувати китайська авіація, при цьому гідролітак з Сендай здобув одну повітряну перемогу.
Станом на 1941 рік Сендай був флагманом 3-ї ескадри ескадрених міноносців та разом з усіма її 14 боєздатними есмінцями прибув наприкінці листопада з Японії до порту Самах (острів Хайнань). 4 грудня Сендай та 10 есмінців вийшли з Самаху супроводжуючи 18 транспортів з військами для висадки на півострові Малакка. Через кілька діб на підході до півострова конвой розділився на 4 загони, які попрямували для висадки у Сурат-Тані і Патані, Сінгорі (все — Сіам) та Кота-Бару (британська Малая), при цьому Сендай та 4 есмінці забезпечували висадку у останньому. Незадовго до завершення 7 грудня ці кораблі відкрили артилерійський вогонь по Кота-Бару, а після опівночі відбулась висадка. Індійські війська вчинили гідний спротив, проте швидко були обійдені з флангів та відкинуті, при цьому унаслідок нічного авіанальоту виявився втраченим один транспорт.
9 листопада 1941-го від одного з підводних човнів надійшло повідомлення про рух із Сінгапуру у напрямку японських плацдармів британського з'єднання, головну силу якого становили 2 лінкори. Сендай та 4 есмінці отримали наказ у ніч проти 10 грудня відшукати ворожий загін та провести торпедну атаку, проте через помилку при передачі координат їх вихід виявився безрезультатним. В якийсь момент Сендай прийняв повідомлення з підводного човна I-58, що опинився просто на шляху британського з'єднання, та ретранслював його командуванню, а після опівдня 10 грудня обидва лінкори були потоплені авіацією. 11 грудня Сендай прибув до бухти Камрань (центральна частина узбережжя В'єтнаму).
13 грудня 1941-го з Камрані вийшло 39 транспортів Другого малайського конвою, серед пунктів призначення яких були ті ж Сінгора, Паттані та Кота-Бару. Їх ескортували Сендай та 11 есмінців, з яких 7 належали до 3-ї ескадри (ще 3 залучили до супроводу десантного загону до Мірі на острові Борнео, а 4 есмінці підрозділу Сендай, як і у випадку з Першим малайським конвоєм, забезпечували охорону з'єднання важких крейсерів). 19 грудня в районі Кота-Бару гідролітак з Сендай виявив та атакував нідерландський підводний човен O-20, після чого до протичовнової операції долучились кілька есмінців 3-ї ескадри і в ніч на 20 число екіпаж субмарини був вимушений затопити її.
21 грудня 1941-го Сендай знову прибув у Камрань, звідки разом з кількома есмінцями вирушив 24 грудня для супроводу двох транспортів. 30 грудня останні висадили війська в Кота-Бару, а наступної доби Сендай вже повернувся у Камрань.
3—6 січня 1942-го крейсер пройшов до Кантону (наразі Гуанчжоу), а 9 січня вирушив звідти разом з трьома есмінцями як ескорт чергового конвою, який на цей раз нараховував 11 транспортних суден. 10 січня загін прибув до Камрані, де провів більше тижня. При цьому 16—18 січня Сендай виходив з цієї бази у складі великого з'єднання, яке включало ще 2 легких та 5 важких крейсерів. Такі дії пояснювались отриманням японським командуванням хибних даних про прибуття до Сінгапуру чергового британського лінкора. Втім, після уточнення обстановки конвой транспортів вийшов 20 січня з Камрані та відновив свій шлях на південь, при цьому його ескорт тепер забезпечували Сендай та 6 есмінців. 22 січня конвой прибув до Сінгори.
На той час японські війська просунулись далеко на південь Малаккського півострова — якщо первісно вони висадились у більш ніж п'яти сотнях кілометрів від Сінгапура, то 21 січня 1942-го вже захопили Ендау менш ніж за півтори сотні кілометрів від цього головного британського бастіону. Для швидкого облаштування тут авіабаз до Ендау спрямували транспорти з Сінгори, а Сендай та шість есмінців все так же забезпечували їх безпосереднє прикриття. 26 січня цей загін прибув до Ендау, після чого сили прикриття змогло відбити атаки авіації, а потім і нічний напад двох есмінців. В останньому випадку Сендай разом з одним есмінцем вступив із британськими кораблями у артилерійський бій та примусив їх до відступу (а потім група із 5 японських есмінців атакувала британців на відході та змогла потопити один есмінець). 31 січня Сендай разом із загоном прикриття повернувся до Камрані.
Наступною операцією, до якої залучили крейсер, стала висадка на сході острова Суматра поблизу центру нафтовидобутку в Палембанзі. 9 лютого 1942-го Сендай та 4 есмінці вийшли з Камрані для супроводу передової групи із 8 транспортів. Під вечір 12 лютого, коли транспорти ще тільки проходили острови Анамбас (дві з половиною сотні кілометрів на північний схід від Сінгапура), командувач японською операцією вирішив використати наявні сили для пошуку біля узбережжя Суматри ворожих суден, які в цей період масово покидали Сінгапур, що знаходився на межі падіння. Тепер Сендай і його есмінці мали діяти разом із легким крейсером «Юра», який до того прямував разом із загоном важких крейсерів. Протягом 13 лютого та в ніч на 14 число вони перехопили та потопили 4 судна, з яких одне спільно знищили Сендай і «Юра» (можливо відзначити, що в підсумку лише три з понад чотирьох десятків суден, які в останні дні полишили Сінгапур, змогли досягнути дружніх портів). Далі «Сендай» та два есмінці повернулись до транспортів, а Юра на чолі двох інших есмінців охороняв їх з тилу. В ніч на 15 лютого японці здійснили висадку на острів Бангка та стали готуватись до просування по річці у напрямку Палембанга, де ще 14 числа викинули повітряний десант. 15 лютого Сендай разом з двома есмінцями прикривали північний вхід до протоки Бангка (відділяє однойменний острів від Суматри), у якій стояли на якорі транспорти. При цьому в середині дня Сендай вирішили при'єднати до важких крейсерів для протидії ворожому загону, що наближався від Яви, втім, вже під попередніми ударами авіації союзники відступили. У ніч проти 16 лютого Сендай потопив у районі Бангки британський патрульний катер, а вранці захопив два судна — спершу малий патрульний катер, а потім танкер (останній разом з есмінцем «Фубукі»). 
З 20 лютого 1942-го Сендай разом із двома есмінцями розпочав патрулювання в районі Сінгапура (на той час він вже 5 діб як капітулював), а 27 лютого прибув на цю базу. 8 березня 1942-го Сендай разом з 6 есмінцями та легким крейсером «Юра» вийшли з Сінгапура як безпосередній ескорт 6 транспортів, що в ніч проти 12 березня безперешкодно висадили десант на півночі Суматри. Після цього 15 числа Сендай прибув до Пенангу (західне узбережжя півострова Малакка).
20 березня 1942-го Сендай вийшов з Пенангу для супроводу 9 транспортів, що мали висадити десант на Андаманських островах (крім того, супровід забезпечували 7 есмінців та все той же «Юра»). 23 березня відбулась висадка у Порт-Блер, яка не зустріла спротиву.
За кілька діб розпочався великий рейд японських сил до Індійського океану і 3 квітня 1942-го Сендай з 7 есмінцями вийшов з Порт-Блер у район на захід від Андаманських островів. Далі 4 есмінці відокремились, щоб охороняти загін адмірала Одзави (1 легкий авіаносець, 5 важких та 1 легкий крейсер), що 6 квітня провів бліц проти ворожого судноплавства в Бенгальській затоці. Що стосується, то його роль обмежилась віддаленою підтримкою, потім крейсер повернувся на Андаманські острови, а 8—11 квітня перейшов звідси до Сінгапура. 13—22 квітня Сендай прямував до Японії, де став на ремонт у Сасебо.
16 травня 1942-го Сендай відбув до Внутрішнього Японського моря. 29 травня крейсер полишив Японію в межах мідвейської операції, під час якої разом з 9 есмінцями охороняв загін адмірала Ямамото, головну силу якого складали 3 лінкори. Це з'єднання у підсумку так і не вступило в бій, оскільки йшло на значній відстані за ударною авіаносною групою, яка 4 червня зазнала катастрофічної поразки в битві при Мідвеї. 14 червня Сендай прибув до Куре.
30 червня 1942-го Сендай разом з 11 есмінцями своєї ескадри полишив Внутрішнє Японське море та 2 липня прибув на Амаміосіму (архіпелаг Рюкю). 15 липня цей загін рушив до Південно-Східної Азії, маючи за мету передусім взяти участь у новому рейді до Індійського океану, що готувався японським командуванням. Кораблі пройшли через Сінгапур, зайшли до Сабангу (острівець біля північного завершення Суматри), а 31 липня прибули до Мергуй (наразі М'єй на східному узбережжі Андаманського моря). За добу до того сюди прибули з Японії 2 важкі крейсери у супроводі іншої групи есмінців, крім того, до Мергую збирались кораблі, що вже були у регіоні. Втім, через тиждень союзники висадились на сході Соломонових островів, що започаткувало шестимісячну битву за Гуадалканал та змусило японське командування перекидати сюди підкріплення. Як наслідок, рейд до Індійського океану скасували, а більшість зібраних для цього сил спрямували до Океанії.
8 серпня 1942-го Сендай полишив Мергуй. На відміну від передового загону, що поспішив для підсилення головних сил зібраного у Океанії угруповання, Сендай 17 серпня зайшов до Давао, звідки рушив 19 числа ескортуючи конвой з військами. 23 серпня загін зайшов на атол Трук у центральній частині Каролінських островів (тут ще до війни створили потужну базу японського ВМФ, з якої до лютого 1944-го провадились операції в низці архіпелагів). Наступної доби Сендай та 4 есмінці розпочали ескортування 2 транспортів до Рабаула — головної передової бази в архіпелазі Бісмарка, з якої здійснювались операції на Соломонових островах та сході Нової Гвінеї. На переході надійшов наказ терміново доправити частину бійців на Гуадалканал, для чого їх передали на зазначені вище есмінці. Що стосується Сендай, то він 28 серпня довів транспорти у Рабаул.
30—31 серпня 1942-го Сендай перейшов до якірної стоянки Шортленд — прикритої групою невеликих островів Шортленд акваторії біля південного завершення острова Бугенвіль, де зазвичай відстоювались легкі бойові кораблі та перевалювались вантажі для подальшої відправки далі на схід Соломонових островів. У наступні кілька тижнів крейсер неодноразово виходив до Гуадалканалу задля виконання різних завдань. Так, рейс 4—5 вересня мав за мету прикриття висадки підкріплень, а 8 вересня Сендай разом з кількома есмінцями обстрілював Тулагі (невеликий острів у протоці на північ від Гуадалканала), на вході у гавань якого був потоплений переобладнаний патрульний корабель YP-346. 12 вересня крейсер і 3 есмінці надавали артилерійську підтримку  наземним військам, які розпочали наступ на острові (відомий як битва за хребет Едсона). 18 вересня Сендай та 4 есмінці вийшли для атаки ворожих кораблів, які провадили висадку на Гуадалканалі, проте не змогли відшукати супротивника, після чого бомбардували наземні позиції біля Лунга-Пойнт. 14—15 жовтня 1942-го Сендай разом з легким крейсером «Юра», 4 есмінцями та швидкохідним гідроавіаносцем «Ніссін» здійснив транспортний рейс до Гуадалканала. З 31 жовтня по 3 листопада Сендай разом з важким крейсером «Кінугаса» під охороною двох есмінців залучались до прикриття транспортних походів на Гуадалканал.
3—6 листопада 1942-го Сендай разом із 2 есмінцями здійснив перехід з Шортленда на Трук. На той час японське командування готувало проведення до острова великого конвою з підкріпленнями, що в підсумку вилилось у вирішальну битву надводних кораблів біля Гуадалканалу. Приведений Сендай з Шортленду загін, а також ще 3 есмінці утворили охорону з'єднання, основну силу якого становили авіаносець, 2 лінкори та 3 важкі крейсери. Воно мало прикривати загін адмірала Абе, який напередодні підходу транспортів мав провести артилерійський обстріл аеродрому Гендерсон-Філд (за місяць до того така операція була проведена доволі вдало). В ніч на 13 листопада біля Гуадалканалу загін Абе перестріло американське з'єднання із крейсерів та есмінців, яке зазнало значних втрат, проте зірвало обстріл аеродрому. Як наслідок, Сендай та ряд інших кораблів (включаючи 2 важкі крейсери) передали для формування нового загону, що мав все-таки провести бомбардування аеродрому в ніч на 15 листопада. Цього разу операцію зірвало американське з'єднання, головну силу якого становили два лінкори. Бій почався з того, що USS South Dakota відкрив вогонь головним калібром по Сендай, проте крейсер зманеврував, прикрився димовою завісою та не зазнав пошкоджень. У підсумку японці зазнали поразки і втратили лінкор (вже другий за кілька діб — перша втрата прийшлась на загін Абе), а Сендай 18 листопада прибув на Трук.
До середини січня 1943-го крейсер перебував на Труці, де пройшов невеликий ремонт за допомогою спеціалізованого судна «Акасі» та отримав два 25-мм зенітні автомати, зняті з танкера «Саньо-Мару». 22—24 січня Сендай перейшов до Рабаула, де разом зі своєю ескадрою ніс службу наступні кілька місяців (з кінця лютого його підрозділ підпорядковувався Восьмому флоту, штаб якого знаходився саме у Рабаулі). При цьому після евакуації японських сил з Гуадалканала, яка завершилась 9 лютого, інтенсивність бойових дій у регіоні на певний час суттєво зменшилась.
З 12 по 19 квітня Сендай пройшов ще один невеликий ремонт на Труці, після чого повернувся до архіпелагу Бісмарка. У Кавієнзі (друга за значенням японська база в архіпелазі, розташована на північному завершенні острова Нова Ірландія) він узяв на буксир важкий крейсер «Аоба», що був важко пошкоджений на початку місяця при авіанальоті, та 25 квітня привів його на Трук, при цьому під час переходу їх ескортували два есмінці (після тривалого ремонту «Аоба» повернеться на службу та загине вже у 1945 році). 28 квітня — 4 травня Сендай пройшов до Сасебо, де став на півторамісячний ремонт, під час якого, зокрема, з нього зняли одну гармату головного калібру та додали дві строєні установки 25-мм зенітних автоматів.
30 червня — 5 лютого 1943-го Сендай здійснив перехід з Японії на Трук, а 6—9 липня пройшов через Рабаул до Шортленда. При цьому 30 червня американські війська висадились на островах Нью-Джорджія, що започаткувало тримісячну битву за цей архіпелаг у центральній частині Соломонових островів. 18 липня Сендай разом 4 есмінцями вийшов із Рабаула для супроводу 3 важких крейсерів, завданням яких був пошук ворожих сил, а також прикриття ще 3 есмінців, які доставляли підкріплення в район бойових дій. У ніч проти 20 липня в районі острова Коломбангара (центральна частина архіпелагу Нью-Джорджія) загін став ціллю для ворожих бомбардувальників, які скинули бомби за показаннями радарів. Як результат 2 есмінці затонуло, а 2 важкі крейсери отримали пошкодження. 21 липня інші японські кораблі повернулись у Рабаул.
26 серпня 1943-го Сендай разом зі щонайменше одним есмінцем виходив для прикриття евакуації японських сил із затоки Реката на північному узбережжі острова Санта-Ісабель (тут, північніше від архіпелагу Нью-Джорджія, ще з весни 1942-го діяла база гідроавіації).
1 листопада 1943-го союзники висадились вже на західному узбережжі Бугенвілю, невдовзі після чого японці спробували контратакувати ворожі кораблі біля плацдарму. Сендай увійшов до складу загону із 2 важких та ще одного легкого крейсерів, а також 6 есмінців (ще 4 есмінці виконували транспорту функцію та мали доправити японських бійців в район висадки союзників — хоча Бугенвіль був осаджений великим гарнізоном, проте через важкодоступну місцевість той не міг швидко перекинути сили до плацдарму). В ніч на 2 листопада біля Бугенвілю відбулось зіткнення, відоме як битва в затоці Імператриці Августи. Японці наближались до плацдарму трьома колонами, при цьому Сендай очолював ліву та вів за собою 3 есмінці. В якийсь момент японський гідролітак освітив вороже з'єднання і колона Сендай почала розворот для торпедної атаки, при цьому есмінець «Сігуре» лише в останній момент зміг уникнути зіткнення з крейсером, а два інші есмінці налетіли один на одного. За кілька хвилин на Сендай був сконцентрований вогонь чотирьох американських легких крейсерів, який коректувався за допомогою радарів, що надавало великої переваги у нічному бою. Сендай отримав численні влучання 155-мм снарядами, на ньому виникла пожежа. При цьому через невдалі дії командира правої японської колони її кораблі у темряві перетнули курс центральної, унаслідок чого важкий крейсер таранив та пошкодив есмінець (згодом добитий ворожим артилерійським вогнем). Інший важкий крейсер також потрапив під вогонь американців та був неодноразово уражений снарядами, хоча більшість з них і не здетонувала. У таких умовах командир японського загону наказав повернути назад, полишивши Сендай на полі бою. Через годину та 15 хвилин після початку зіткнення віддали наказ про полишення корабля, при цьому 236 членів екіпажу Сендай були підібрані японськими есмінцями (ще 76 осіб врятував 3 листопада підводний човен Ro-104). Корпус крейсера ще 2,5 години тримався на воді, після чого все-таки затонув. В останньому бою разом з Сендай загинули 185 моряків.